# Lenarchus fuscostramineus
Lenarchus fuscostramineus är en nattsländeart som beskrevs av Schmid 1952. Lenarchus fuscostramineus ingår i släktet Lenarchus och familjen husmasknattsländor. Inga underarter finns listade i Catalogue of Life.